# 82 (liczba)
82 (osiemdziesiąt dwa) – liczba naturalna następująca po 81 i poprzedzająca 83.

## 82 w nauce
- liczba atomowa ołowiu
- obiekt na niebie Messier 82
- galaktyka NGC 82
- planetoida (82) Alkmene

## 82 w kalendarzu
82. dniem w roku jest 23 marca (w latach przestępnych jest to 22 marca). Zobacz też co wydarzyło się w roku 82.